# Qスイッチ
Qスイッチ(英:Q-Switching, Q switching)とは、パルス出力を持つレーザーを作るために利用される技術である。
この技術を使うことで、同じレーザーを連続光運転(CW運転）させた場合に達成可能な水準よりも、はるかに強いGW級にも及ぶピークパワーを有する光パルス（ジャイアントパルス）を発生させることが出来る。
同じく光パルスを発生させる技術であるモード同期と比較して、Qスイッチを利用したレーザーはより低い繰り返し周波数を持つ一方で、はるかに大きいパルスエネルギー（1パルスあたりのエネルギー、単位はジュール/パルス）と、パルス幅（1パルスの継続時間。単位は秒）を有する。ただし、これら二つの技術は対立するものではなく、Qスイッチとモード同期を同時に適用することも可能である。
Qスイッチはゴードン・グールドにより、1958年に提唱され 、R.W.HellwarthとF.J. McClunngにより、電気的に制御されたカーセル（カー効果）を使ったシャッターを持つルビーレーザーを使って、グールドによる提唱と独立に1961年ないしは1962年に発見および実証された。

## Qスイッチの原理
Qスイッチは減衰率を変動させられるある種の減衰器をレーザーの光共振器の内部に挿入することによって実現される。減衰器が稼働しているときには、レーザー媒質から放出される光は減衰器に吸収され帰ってくることはなく、レーザー発振が始まることはない。この光共振器に挿入された減衰要素は、光共振器の性能であるQ値と関連している。つまり、共振器内部の損失が小さいとQ値が高くなり、逆に、共振器内部の損失が大きいとQ値が低くなる。そのため、この用途に使われる減衰器の事は、光共振器のQ値を変化させるためのスイッチと言う意味合いで、Qスイッチと呼ばれる。
当初、レーザー媒質はQスイッチの減衰率が高い、光共振器のQ値が低く保たれている、共振器内部を光が往復しない状態で励起される。こうすることで、レーザー媒質が反転分布した状態を作ることが出来る。しかし、この状態では共振器内部を光が往復することはないためレーザー発振は起こらない。
誘導放出のレートはレーザー媒質に入射する光の量に比例するため、光が往復しない状態ではほとんど誘導放出が起こらずに、レーザー媒質の励起に使われたエネルギーは、そのままレーザー媒質に蓄積されることになる。
自然放出やその他の過程によるロスが存在するため、一定時間経過後にレーザー媒質に蓄積されたエネルギーはある最大値に到達する。この状態のレーザー媒質のことを、飽和しているという。
理想的にはこの状態で、Qスイッチの減衰率を速やかに変化させる、すなわち、Q値を低い状態から高い状態に変化させて、共振器内部を光が往復出来るようにすると、直ちに、誘導放出による光増幅過程が開始する。レーザー媒質にすでに大量のエネルギーが蓄積されているため、光共振器の中の光強度は非常に急速に成長し、同時にレーザー媒質中のエネルギーは急速に消費され欠乏状態になる。その二つのプロセスが同時に急速に起こる結果として、ジャイアントパルスとして知られる、非常に高いピークパワーを持つ、短い幅のパルス光がレーザー装置から出力される。
例えるなら、ダムに貯まった水を一気に放出するようなものである。

## アクティブQスイッチ
アクティブQスイッチ方式では、Qスイッチの減衰率は外部から制御される。Qスイッチの具体的な実現方法は、機械的な機構（例えば、シャッターや、チョッパーホイール、回転するミラーやプリズム）を光共振器の中に組み込んでも良いし、何らかの光変調器（例えば、音響光学素子en:acousto-opticや、磁気光学効果を使った変調素子や、ポッケルスセルやカーセルのような、電気光学効果を使った素子）を使ってもよい。現代では後者がより一般的である。
減衰率の低減（すなわち、Q値の増加）は外部の信号、典型的には電気信号によって起動される。そのため、パルスの繰り返し周波数は外部から正確に制御することが出来る。光変調器は機械的な機構と比べて、一般的にQ値を低い状態から高い状態により高速に変化させることが出来、より良いQ値の制御につながると考えられる。加えて、光変調器は減衰される光が、その場で吸収されて消えるわけではなく光共振器から取り除かれるだけである場合が多く、それを他の用途に使うことが出来るというメリットがある。
具体的な応用としては、変調器が高減衰状態（低Q値）である時に外部に放出されるビームを別の共振器と光変調器を通じてカップルさせて、その光の状態（例えば、縦モードや、波長）を望むように制御することが出来る。こうすることで、変調器が低減衰状態（高Q値）になった時に、レーザー発振はこの制御された状態の光が種となって開始されるため、最終的にQスイッチから得られる強いパルスに引き継がれ、Qスイッチパルスの光の状態をこの制御された状態にすることが可能となる。

## パッシブQスイッチ
パッシブQスイッチ方式では、Qスイッチは可飽和吸収体からなる。可飽和吸収体とは、入射光の強度がある閾値を超えると透過率が増大する材料である。可飽和吸収体としては、イオンがドーピングされた結晶（代表的な例としては、Nd:YAGレーザーのQスイッチとして使われるCr:YAG(4価のクロムイオンがドーピングされたイットリウム・アルミニウム・ガーネット）がある）や、光退色する色素や、半導体を使った受動素子などが使われる。
可飽和吸収体は最初、レーザー媒質にエネルギーが十分に蓄積された場合にある程度のレーザー発振が起こる程度にはわずかに光が透過する、適度に高い吸収を持った状態から始まる。光共振器内部の光強度が強くなるにつれて、その光が可飽和吸収体を飽和させ、急速に可飽和吸収体の吸収が減少する。その結果、光共振器内部の光強度が更に加速度的に大きくなることになる。
この過程により最終的に、レーザー媒質に蓄積されたエネルギーをレーザーパルスとして効率的に外部に取り出せる程度に可飽和吸収体の吸収が小さくなることが理想である。
パルスとしてエネルギーが放出されたあと、レーザー媒質が反転分布になって利得が回復する前に、可飽和吸収体は再び最初の高い吸収の状態に戻る。そのために、次のパルスはレーザー媒質に再びエネルギーが十分に蓄積されたあとに発生する。すなわち、パッシブQスイッチ方式において、パルスの繰り返し周波数はレーザーの励起強度や光共振器の中の可飽和吸収体の量に依存するが、外部から間接的にしか制御出来ない。
パッシブQスイッチ方式でも、繰り返し周波数を直接的に制御する方法として、励起源をパルス駆動する方法がある。パルスでの励起時間を上記のプロセスが1回しか繰り返されない長さ（結果的に1パルスしか発振されない時間）に制御することにより、繰り返し周波数を外部から直接的に制御することが出来る。しかし、励起を開始したタイミングからジャイアントパルスが発振されるまでの時間には依然として一定の不確実性が残り、これがジッターにつながる。

## 関連した技術

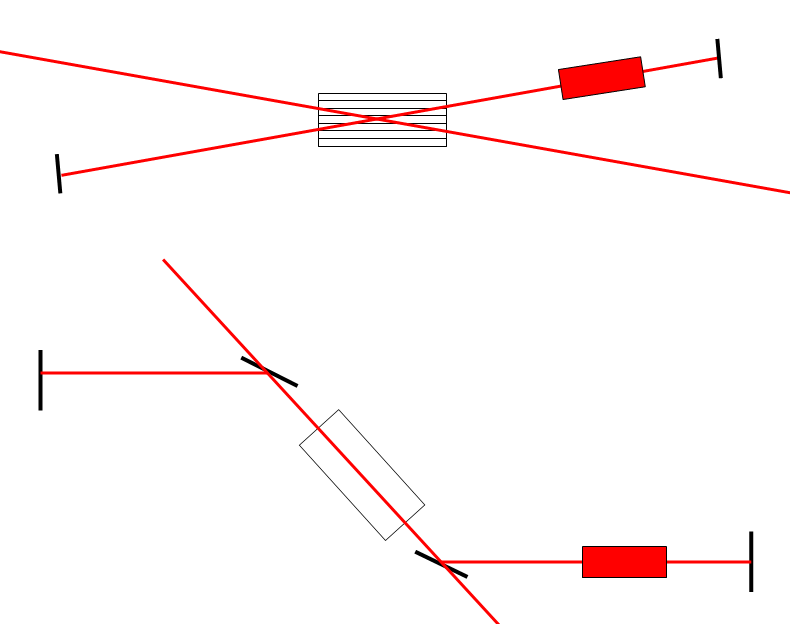
再生増幅器. 赤線: レーザービーム. 赤い四角: 増幅媒質. 上段: 音響光学素子AOMを使った設計. 下段: ポッケルスセルを利用した設計。この設計は薄膜偏光板を必要とする。放出される光の方向はタイミングに依存する。

パルス発振前後のQ値を限界まで小さくせずに、ある程度の光が光共振器を往復出来るようにすることで、次のジャイアントパルスの成長を助ける種火（シード光）となり、パルスのタイミングのジッターを低減することが可能となる。
Q値が非常に高い状態、すなわち、光共振器を構成する鏡の反射率が100%である時に共振器内部の光は全く取り出すことが出来ず、レーザーとして利用することが出来ない。キャビティダンピングとは、Q値を動的に制御することで、光共振器からより効率的に光エネルギーを取り出す技術である。すなわち、通常のQスイッチと同様に共振器のQ値を低い状態から高い状態に変化させることで、共振器内部を往復するレーザーの成長を促し、その後に、Q値を高い状態から低い状態にすることで、一気にかつ効率的に光共振器内部の光をレーザー光として外部に取り出す事が可能となる。この方法では、通常のQスイッチよりも短いパルス幅となる。
ほぼ完璧にビームを共振器の外部に取り出すように切り替えることが可能である電気光学的な変調素子がキャビティダンピングには通常用いられる。
光を取り出す変調素子はQスイッチと同じ変調素子を使う場合もあるし、もう一つの同様の変調素子を使う場合もある。キャビティダンピングを利用した光共振器の調整は単純なQスイッチよりも難しく、しばしばフィードバック制御によってビームを取り出す最適なタイミングを制御することが必要となる。
再生増幅器においては、光増幅器がQスイッチを含む共振器の内部に設置されている。Q値を一時的に下げて、別のレーザー（主発振器）のパルス光をこの光共振器に導入し、その直後にこのパルスを閉じ込めるために共振器のQを大きくする。こうすることで、主発振器のパルス光は光増幅器を何回も往復することになり、効率的に強度を増大させることが可能となる。最終的にQ値を再度下げることで、増幅されたパルス光を取り出す事ができる。

## 典型的な性能
Nd:YAGレーザーのような共振器長が10cm程度の典型的なQスイッチレーザーは数十ナノ秒のパルス幅のジャイアントパルスを発生させることが出来る。平均パワーが1Wに満たないようなレーザーでも、パルスのピークパワーは数kWを超える非常に強いパルスとなる。大規模なレーザー装置においては、パルスエネルギーが数Jを超え、ピークパワーは数GWの領域に到達する。一方で、パッシブQスイッチ方式の非常に短い共振器長を有する小型のレーザー素子においては、1ナノ秒以下の非常に短いパルス幅で、100〜数MHzの高い繰り返し周波数を持つものもある。

## 応用
Qスイッチレーザーはナノ秒のパルス幅の領域において、非常に大きいレーザーの放射照度が必要な場合にしばしば利用される。具体的には、金属の切断や、パルス光によるホログラフィーなどである。また、Qスイッチレーザーの高いピークパワーは非線形光学の領域においても非常に有用であり、ホログラフィックメモリによる三次元的な情報記録や、2光子吸収を使った三次元的な光造形にも利用される事がある。
また、Qスイッチレーザーは測定にも利用することが可能で、例えば、パルスを照射して、そのパルスが反射されて戻ってくる時間を測定して距離を求めるような距離計（レンジファインダー）にも応用される。
また、温度ジャンプ法のような化学反応の動力学的な研究にも利用される。

Qスイッチレーザーは入れ墨の除去にも利用される。入れ墨の顔料がQスイッチレーザーの照射により砕けて小さくなることで、人体のリンパ系により代謝されるようになり消える機構だと考えられている。完全な除去には、入れ墨に使用した顔料の量にもよるが、1ヶ月以上の間隔をあけて6-12回の施術を実施することが必要となる。また、異なる色の顔料の除去には異なる波長のレーザーが必要となる。
現在は、Nd:YAGレーザーが高いピークパワーを持ち、繰り返し周波数も大きく、また、比較的コストも安いために、入れ墨除去の用途に最適であると考えられている。2013年にピコ秒レーザーが臨床試験に導入され、緑や明るい青などの除去が難しい色の入れ墨の除去にナノ秒レーザーより高い効果を発揮することがわかった。
Qスイッチレーザーは皮膚のシミや、その他の皮膚の色素吸着の治療にも用いられている。